# 은사자상
은사자상(이탈리아어: Leone d’argento)은 베네치아 국제 영화제에서 시상되는 다양한 상을 뜻한다. 은사자상은 불규칙적으로 시상되며 상의 목적이 몇 번 바뀌기도 했다. 1995년까지는 황금사자상 경쟁부문에서 2등을 차지한 영화들에게 드물게 시상되었으며, 데뷔 영화나 단편 영화, 감독에게 시상되기도 했다.

## 은사자상 수상자

### 1953년 ~ 1957년
이 시기에는 황금 사자 상 후보에 오른 영화들 가운데 2등 상 개념으로 수여됐다.

### 1983년 ~ 1987년
1983년부터 1989년까지는 신인 감독들의 작품 중 뛰어난 작품에게 수여됐다.

### 1988년 ~ 1994년
1988년부터는 황금 사자 상 후보 가운데 하나 또는 그 이상의 작품에 수여됐다.

### 1995년 ~ 현재
수상자 없음

## 은사자상 각본상
- 1990년 헬레 레슬린게 (《시럽(영어판)》)

## 은사자상 감독상
- 1990년 마틴 스코세이지 《좋은 친구들》
- 1991년 장이머우 《홍등》, 테리 길리엄 《피셔 킹》
- 1992년 ~ 1994년
- 1995년 ~ 1997년 - 수상자 없음
- 1998년 에미르 쿠스투리차 《검은 고양이 흰 고양이》
- 2003년 키타노 타케시 《자토이치》
- 2004년 김기덕 《빈 집》
- 2005년 필립 가렐 《평범한 연인들》
- 2006년 알랭 레네 《마음》
- 2007년 브라이언 드 팔마 《리댁티드》
- 2008년 알렉세이 게르만 주니어 《페이퍼 솔저》
- 2009년 시린 네샤트 《여자들만의 세상》
- 2010년 알렉스 데 라 이글레시아 《광대를 위한 슬픈 발라드》
- 2011년 차이 샹준 《인산인해》
- 2012년 폴 토머스 앤더슨 《마스터》
- 2013년 알렉산드로스 아브라나스 《은밀한 가족》
- 2014년 안드레이 콘찰롭스키 《포스트맨즈 화이트 나이츠》
- 2015년 파블로 트라페로 《클랜》
- 2016년 아마트 에스칼란테 《야생지대》, 안드레이 콘찰롭스키 《파라다이스》
- 2017년 그자비에 르그랑 《아직 끝나지 않았다》
- 2018년 자크 오디아르 《시스터스 브라더스》
- 2019년 로이 안데르손 《끝없음에 관하여》
- 2020년 구로사와 기요시 《스파이의 아내》
- 2021년 제인 캠피언 《파워 오브 도그》
- 2022년 루카 구아다니노 《본즈 & 올》
- 2023년 마테오 가로네 《이오 카피타노》
- 2024년 브레이디 코베이 《더 브루탈리스트》